# Мерль, Пьер Юг Виктуар
Пьер Юг Виктуар Мерль (фр. Pierre Hugues Victoire Merle; 1766—1830) — французский военный деятель, дивизионный генерал (1805 год), барон (1809 год), участник революционных и наполеоновских войн. Имя генерала выбито на Триумфальной арке в Париже.

## Служба до, во время и вскоре после окончания Революции
Будущий генерал родился в семье мельник Юга Мерля (фр. Hugues Merle; 1734—) и его супруги Маргариты Баттель (фр. Marguerite Charlotte Battel; 1744—).
Премудрости военного ремесла молодой Пьер начал постигать ещё до начала Великой французской революции. 4 мая 1781 года он записался в полк Фуа, но уже 4 сентября 1782 года по неизвестной причине вышел в отставку.
В армию Мерль вернулся лишь два года спустя, 14 декабря 1784 года, и поступил гренадером в полк Ангумуа (с 1 января 1791 года - 80-й полк). 1 апреля 1789 года Пьер добился долгожданного повышения — его сделали капралом, а уже через двадцать пять дней — капрал-фурьером. С началом войны против первой коалиции сражался в Армии Восточных Пиренеев под началом генерала Монсея.
Стойкость в бою храброго уроженца Па-де-Кале была замечена представителями народа при армии и Пьеру, после присвоения чина капитана 1 мая 1793 года, предложили покомандовать артиллерийской ротой, сформированной по приказу представителя народа Гаррау. Несмотря на перевод в фактически другой род войск, Мерль блестяще справился с возложенными на него обязанностями. С 1 сентября 1793 года, ему, коменданту форта Сокоа, усложнили задачу, предоставив в распоряжение целый батальон пушкарей, которым он руководил так же успешно, как некогда ротой.
Уже будучи бригадным генералом (с 14 апреля 1794 года) Мерль отличился в сражении за Толосу (9 августа), которую обороняли 8000 испанцев. На этот раз во главе двух эскадронов 12-го гусарского полка пехотинец-артиллерист стремительной атакой разгромил кавалерию неприятеля и на плечах отступавших ворвался в город. При этом его конники захватили 100 пленных и 2 мортиры, не говоря уже о складах с продовольствием и боеприпасами самой Толосы, которые не были уничтожены бежавшими в панике испанцами. 17 августа 1794 года возглавил 1-ю бригаду 1-й пехотной дивизии Армии Западных Пиренеев генерала Монсея. В ноябре 1794 года сражался при Бергаре. 17 июля 1795 года стал командиром 1-й бригады 3-й пехотной дивизии Западной армии, а 5 октября 1795 года – 4-й бригады той же дивизии.
Генерал Монсей в своих донесениях неоднократно с похвалой отзывался о Мерле. Столь лестные рекомендации очень помогли Пьеру Югу, когда он служил в Армии Берегов Океана (с 1 января 1796 года), Альпийской армии (с 11 июля 1796 года), а затем, в 8-м военном округе (с 13 октября 1796 года).

## Ложный донос. Реабилитация и новые назначения
9 сентября 1797 года генерал был отстранён от службы за отказ расстреливать захваченных в замке Сен-Мервен вандейских повстанцев. 2 октября 1797 года в Ламбеске женился на Франсуазе Берангье (фр. Françoise Madeleine Berenguier). В 1798 году арестован и доставлен в тюрьму Тампль. Предстал перед Военным трибуналом в Марселе и был полностью оправдан. Вернулся в строй с назначением комендантом Турина.
Придя к власти, Наполеон Бонапарт направил реабилитированного генерала на административный пост в 17-й военный округ, в качестве командующего департамента Эр и Луар (с 9 января 1800 года). 5 июля 1800 года зачислен в состав дивизии генерала Буде Резервной армии. 2 апреля 1801 года зачислен на пост командующего суб-дивизионом в 27-м военном округе. Его усердие и работоспособность были должным образом оценены в Париже, и 11 декабря 1803 году он стал кавалером, а 14 июня 1804 года — комманданом ордена Почётного легиона.

## От Аустерлица до Фуэнтес-де-Оньоро (1805—1811)
В 1803 году зачислен в военный лагерь Сент-Омер. 15 марта 1805 года возглавил 1-ю бригаду 3-й пехотной дивизии Леграна в данном лагере. В состав бригады входили батальон стрелков По, батальон корсиканских стрелков и 26-й полк лёгкой пехоты. Участвовал в кампании 1805 года. 2 декабря он достойно сражался при Аустерлице. Во время атаки под ним одна за другой были убиты две лошади, а сам генерал получил сильные ушибы при падении. Дождь наград, пролившийся на головы солдат и офицеров Великой армии после победы в «Битве трёх императоров», не обошёл стороной и Мерля. 24 декабря ему было присвоено звание дивизионного генерала.
13 марта 1806 года стал начальником штаба 4-го армейского корпуса маршала Сульта. 19 сентября 1806 года оставил данную должность и стал губернатором Браунау, где командовал сильным гарнизоном. Его бескорыстное поведение и суровая дисциплина, которую он поддерживал среди солдат, снискали ему уважение у государей Австрии и Баварии.
Следующей важной страницей в биографии Мерля стала война в Испании. Снова оказавшись на Пиренейском полуострове, Мерль 8 июня 1808 года был приписан к наблюдательному корпусу Океана, и 15 июня возглавил 1-ю пехотную дивизию данного корпуса. 7 сентября 1808 года - командир 2-й пехотной дивизии 2-го корпуса Армии Испании. 14 октября 1808 года – командир 1-й пехотной дивизии, 30 октября 1808 года – командир 3-й пехотной дивизии. Некоторое время командовал гарнизоном Памплоны. Позднее он участвовал в захвате Вальядолида, Лантуэно и Сантандера, а также содействовал победе французов у Медина-де-Риосеко, за что был возведён в титул барона Империи и вошёл в когорту высших офицеров ордена Почётного легиона — 4 сентября 1808 года. 2 января 1809 года вернулся к командованию 1-й пехотной дивизии 2-го корпуса. 5 января дрался при Луго. 15 января вместе с генералом Мерме опрокинул авангард британских войск, закрепившийся на высотах у Вилабоа. Затем сражался при Ла-Корунье. 29 марта был тяжело ранен у Опорто.
В 1810 году во время экспедиции в Касерес (Эстремадура) наголову разбил восьмитысячный испанский отряд при Сильва-Тиерра. С 1 мая 1810 года в составе Армии Португалии. В ходе неудачного для французов сражения у Бусаку 27 сентября 1810 года картечной пулей Мерлю раздробило руку. 5 мая 1811 года отличился в сражении при Фуэнтес-де-Оньоро. 24 ноября 1811 года из-за последствий ранения оставил службу и вернулся во Францию.

## Война в России. Отступление во Францию
26 апреля 1812 года Мерлю было поручено возглавить 9-ю дивизию в составе 37-тысячного 2-го корпуса маршала Удино, которому после форсирования Немана, предстояло двигаться в направлении Санкт-Петербурга. Храбрость и самоотверженность Мерля в полной мере проявились в ходе первого и второго сражений за Полоцк. Так, при наступлении Великой армии солдаты его дивизии доблестно отражали атаки корпуса Витгенштейна, а в ходе ретирады французов из России, отбросив превосходящие силы противника, благополучно эвакуировали город вместе со всеми обозами и 140 орудиями в придачу. Отступив в Польшу, Мерль организовал сборные пункты для солдат, отбившихся от своих корпусов. После этого, 10 августа 1813 года его назначили командующим 25-го военного округа в Маастрихте, и он оставался на этом посту вплоть до Первой Реставрации Бурбонов.

## Присяга на верность Бурбонам. Закат карьеры
После возвращения Бурбонов Мерль был представлен к ордену Святого Людовика, а затем 29 мая 1814 года определён на должность генерал-инспектора жандармерии.
В конце марта 1815 года получил приказ герцога Ангулемского оборонять Пон-Сент-Эспри от Наполеона. При приближении войск генерала Жилли отступил в Мондрагон, оставив для обороны места 150 национальных гвардейцев. 8 апреля 1815 года герцог Ангулемский подписал Лапалю конвенцию о капитуляции и роспуске королевской армии. 15 мая 1815 года Мерль присоединился к Императору и возглавил пехотную дивизию в составе наблюдательного корпуса Вара.
7 августа 1816 года генерал, обеспеченный солидной пенсией в 6000 франков, вышел в отставку. 5 декабря 1830 года Пьер Мерль скончался в Ламбеск на 65-м году жизни. Он покоится на кладбище Сен-Бодиль в Ниме.

## Воинские звания
- Солдат (4 мая 1781 года);
- Капрал (1 апреля 1789 года);
- Капрал-фурьер (26 апреля 1789 года);
- Старший сержант (18 апреля 1791 года);
- Младший лейтенант (19 июня 1792 года);
- Лейтенант (24 октября 1792 года);
- Капитан (30 июля 1793 года);
- Командир батальона (31 марта 1794 года);
- Бригадный генерал (14 апреля 1794 года);
- Дивизионный генерал (24 декабря 1805 года).

## Титулы
- Барон Мерль и Империи (фр. baron Merle et de l'Empire; декрет от 19 марта 1808 года, патент подтверждён 15 октября 1809 года в Шёнбрунне)[2][3].

## Награды
Легионер ордена Почётного легиона (11 декабря 1803 года)
 Коммандан ордена Почётного легиона (14 июня 1804 года)
 Великий офицер ордена Почётного легиона (4 сентября 1808 года)
 Кавалер Военного ордена Святого Людовика (27 июня 1814 года)